# Brevbäringsavgift
Brevbäringsavgift var i Sverige på 1800-talet en avgift som postverket tog ut för att bära ut brev till mottagaren (hembäring), utöver det vanliga brevportot. År 1881 var brevbäringsavgiften 3 öre per brev (lägsta brevportot var 12 öre), men man kunde också teckna abonnemang på helår, halvår eller kvartal. Hembäringen blev gratis 1908.